# Bąkowa Góra (gromada)
Bąkowa Góra – dawna gromada w Polskiej Rzeczypospolitej Ludowej, która istniała w latach 1954–1972.
Gromady, z gromadzkimi radami narodowymi (GRN) jako organami władzy najniższego stopnia na wsi, funkcjonowały od reformy reorganizującej administrację wiejską przeprowadzonej jesienią 1954 do momentu ich zniesienia z dniem 1 stycznia 1973, tym samym wypierając organizację gminną w latach 1954-1972.
Gromadę Bąkowa Góra siedzibą GRN w Bąkowej Górze utworzono w powiecie radomszczańskim w woj. łódzkim, na mocy uchwały nr 36/54 WRN w Łodzi z dnia 4 października 1954. W skład jednostki weszły obszary dotychczasowych gromad Bąkowa Góra, Będzyn, Demba, Kalinki i Majkowice ze zniesionej gminy Masłowice w tymże powiecie. Dla gromady ustalono 22 członków gromadzkiej rady narodowej.
Gromada przetrwała do końca 1972 roku, czyli do kolejnej reformy gminnej.